# Flaggman

Svensk amiralsflagga

Flaggman är en officer i amiralitetet, ursprungligen officer som till sjöss förde särskild befälsflagga på masttoppen som befälstecken. Ordets ursprung finns i det befälstecken som amiraler för ombord, vilket utgörs av en örlogsflagga med en till fyra stjärnor i det övre inre blå fältet. Antalet stjärnor anger tjänstegraden.
I den svenska försvarsmakten finns följande amiralsgrader:
- Amiral (fyra stjärnor)
- Viceamiral (tre stjärnor)
- Konteramiral (två stjärnor)
- Flottiljamiral (en stjärna)

I Sverige får endast medlemmar ur kungahuset samt ovan nämnda flaggmän ha symboler på flaggan. Kungen har stora riksvapnet, övriga representanter för kungahuset lilla riksvapnet, flaggmannen har sina stjärnor i övre, inre hörnet.